# VIX

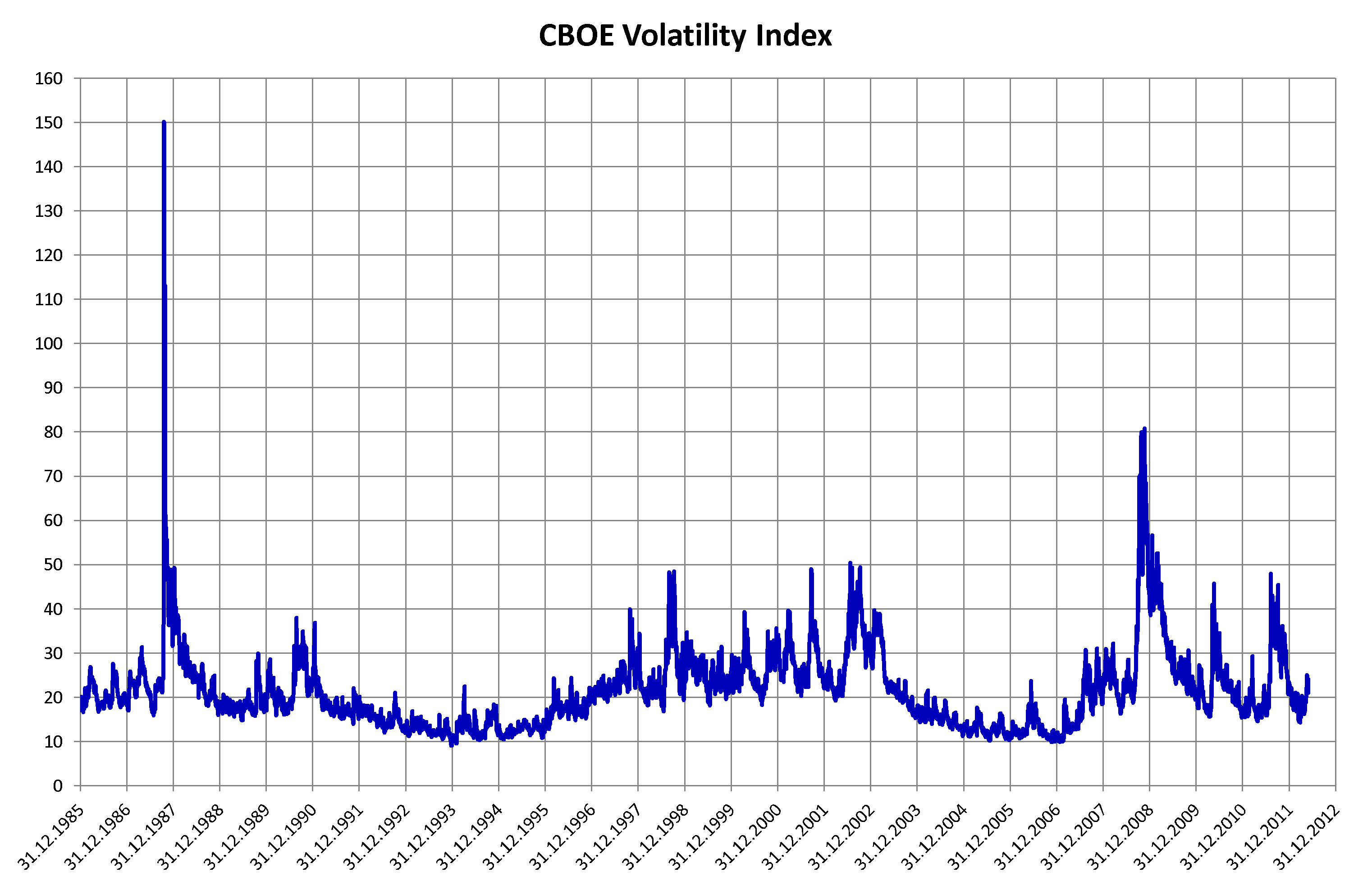
Evolució històrica del VIX de 1985 a 2012.

El VIX és un indicador de volatilitat (Volatility Index, abreujat com a VIX) del mercat financer nord-americà. S'estableix diàriament pel Chicago Board Options Exchange (CBOE). Aquest índex es calcula prenent la mitjana de les volatilitats anuals de les opcions call i les opcions de venda de l'índex Standard & Poor's 500 (S&P 500).
Aquest índex ajuda a mesurar el nivell de por, per això sovint s'anomena "índex de la por" dels inversors que està implícitament contingut en els preus de les opcions. Les opcions permeten valorar el fet de tenir una opció, però com més gran és la incertesa, més cara és l'elecció.

## Històric
De 1986 a 2020, l'índex va superar els 40 només 8 reprises . Aleshores va assolir els valors següents:
- 150 a octobre 1987 (accident de l'octubre de 1987);
- 60 a octobre 1998 (crisi financera russa de 1998);
- 58 al septembre 2001 (atemptats de l'11 de setembre);
- 58 entre juliol i novembre 2002 (escàndol Enron i altres escàndols financers);
- 59 a octobre 2008 (crisi subprime);
- 50 del 6 février 2018;
- 82 del 16 mars 2020 (COVID-19);
- 41 el 29 octobre 2020 (segona onada de COVID-19).